# Liohippelates flaviceps
Liohippelates flaviceps är en tvåvingeart som först beskrevs av Friedrich Hermann Loew 1863.  Liohippelates flaviceps ingår i släktet Liohippelates och familjen fritflugor. Inga underarter finns listade i Catalogue of Life.